# Eduard Bornhöhe

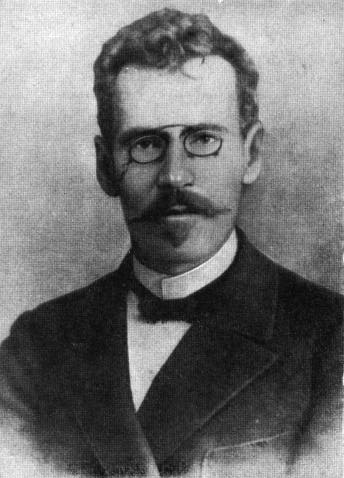
Eduard Bornhöhe

Eduard Bornhöhe (* 5. Februarjul. / 17. Februar 1862greg. auf dem Gutshof Kullaaru, Gemeinde Rakvere, Kreis Lääne-Viru, Estland; † 17. November 1923 in Tallinn) war einer der erfolgreichsten estnischen Schriftsteller des 19. Jahrhunderts.

## Leben
Eduard Bornhöhe (mit bürgerlichem Namen Eduard Brunberg) führte ein unstetes Leben, das ihn vor immer neue berufliche Herausforderungen stellte. Er besuchte von 1872 bis 1874 die Grundschule und von 1874 bis 1877 die Kreisschule in Tallinn. Danach war er für kurze Zeit Zeichner bei einem Landvermesser in Sankt Petersburg und Lehrling in einem Kaufladen. 1878/79 war er Mitarbeiter eines Eisenbahnbüros in Kaunas, danach Hilfsschulmeister an der Kirchspielschule in Põltsamaa und Mitarbeiter einer deutschsprachigen Zeitung in Tallinn.
Ab 1881 arbeitete er als Lehrer in Stawropol und in Tiflis. Er unternahm unter anderem ausgedehnte Reisen nach Kleinasien. Zurück in Estland wurde er Hauslehrer im Herrenhaus von Matsalu und Theaterkritiker bei der deutschsprachigen Zeitung Revaler Beobachter. 1886/87 war er Stimm- und Gesangslehrer am Seminar von Kuuda (Kreis Lääne) und danach erneut Hauslehrer in Matsalu.

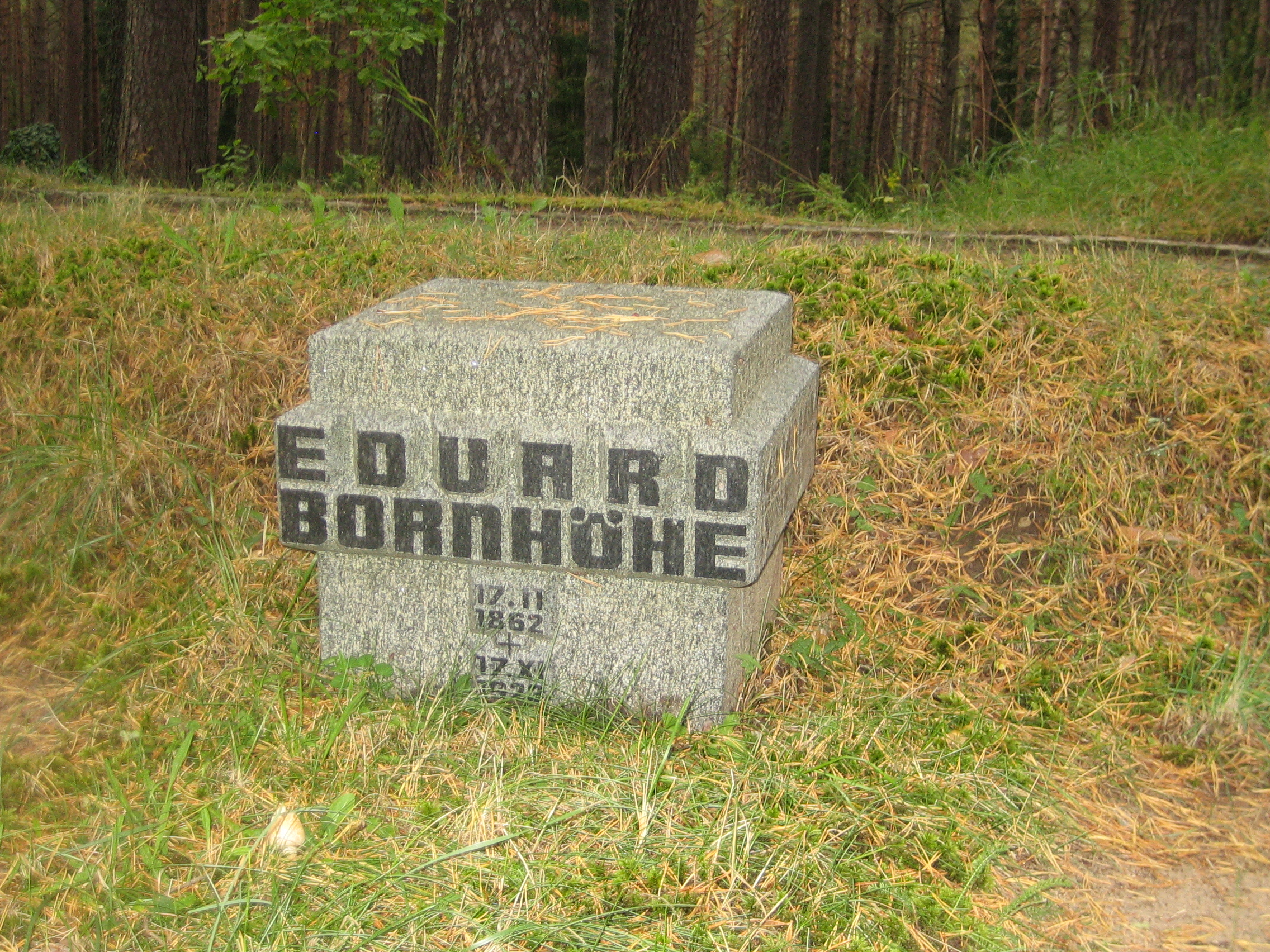
Grab auf dem Tallinner Waldfriedhof

1889 schrieb er sich an der Philosophischen Fakultät der Kaiserlichen Universität Dorpat ein, gab aber noch im selben Jahr seine Studien auf. Er schlug sich weiter als Hauslehrer, Schriftsteller und Karikaturist durch. 1893 wurde er Übersetzer am Kreisgericht von Tallinn. Von 1907 bis 1917 war er vorsitzender Amtsrichter in Jõhvi. Ab 1919 war er als Friedensrichter in Tallinn tätig.

## Literarisches Schaffen
Eduard Bornhöhes Romane beschäftigen sich stark mit geschichtlichen Abenteuern. Sie sind von der Romantik geprägt. Bornhöhe gilt als der Begründer des estnischen historischen Romans. Wiederkehrende Themen sind der Aufstand der Esten gegen die Ordensritter in der Georgsnacht vom 23. April 1343 und Szenen aus dem Livländischen Krieg.
1893 schränkte die zaristische Zensur stark das Schaffen Eduard Bornhöhes ein. Er zog sich danach fast vollkommen aus dem schriftstellerischen Leben zurück.

## Wichtigste Werke
- Tasuja (1880)
- Villu võitlused (1890)
- Tallinna narrid ja narrikesed (1892)
- Vürst Gabriel ehk Pirita kloostri viimsed päevad (1893)
- Usurändajate radadel (Reiseerzählungen, 1899)
- Kollid (1903)